# Montoro Superiore
Montoro Superiore község (comune) Olaszország Campania régiójában, Avellino megyében.

## Fekvése
A megye délkeleti részén fekszik. Határai: Calvanico, Contrada, Fisciano, Montoro Inferiore és Solofra.

## Története
Első említése 1004-ből származik, bár valószínűleg jóval korábban alapították. A következő századokban nemesi birtok volt. A 19. században nyerte el önállóságát, amikor a Nápolyi Királyságban felszámolták a feudalizmust.

## Népessége
A népesség számának alakulása:

## Főbb látnivalói
- Palazzo Pepe
- Palazzo De Giovanni
- Palazzo Galiani
- Palazzo Tango
- Palazzo del Pozzo
- Santa Maria degli Angeli-kolostor
- Madonna dell’Immacolata-templom
- Madonna dell’Addolorata-templom
- Compagnia del Nome di Gesù-templom